# 伊豆シャボテンリゾート
伊豆シャボテンリゾート株式会社は、主に伊豆シャボテン公園を中心とする伊豆の4公園と旅の駅に関するレジャー事業を営む持株会社である。
元々はパイオニアグループの体感音響機器メーカーとして設立されたが、1998年に取締役会長（当時代表）である横濱豊行がLBOにて買収し、新規事業として映画制作事業を開始。代表作は社会的現象を巻き起こした『リング』『らせん』『GO』等。

## 事業概要

### レジャー事業
子会社の株式会社伊豆シャボテン公園が以下の施設を運営する。レジャー事業が売上が95％以上を占める。
- 伊豆シャボテン動物公園
- 伊豆ぐらんぱる公園
- 伊豆高原旅の駅ぐらんぱるぽーと
- ニューヨークランプミュージアム＆フラワーガーデン
- 伊豆海洋公園ダイビングセンター

### エンターテイメント事業
子会社の株式会社FLACOCOにおいて、CM制作を行なっている。

### 投資事業
既存事業とのシナジー効果が得られる企業へのPE投資や、M&Aやファイナンシャル・アドバイザリー業務、経営コンサルティングを行なう。

### 連結子会社
- 株式会社FLACOCO
- 株式会社伊豆シャボテン公園

## 沿革
- 1976年1月 - 体感音響機器の商品化と、新しい音楽の聴き方の提案普及を目的として東京都新宿区上落合にボディソニック株式会社設立。
- 1990年4月 - 株式を店頭登録。
- 1998年6月 - 東京都渋谷区桜丘町に本社を移転。
- 1999年5月 - モバイルネット事業を開始。
- 2000年7月 - オメガ・プロジェクト株式会社に商号変更。
- 2000年10月 - フランクフルト証券取引所に上場（2010年7月に上場廃止）。
- 2003年2月 - 映画版権売買事業より撤退。
- 2003年3月 - 電子機器関連事業の営業権を譲渡。
- 2003年6月 - モバイルネット事業より撤退。
- 2004年12月 - サボテンパークアンドリゾートに経営参加。レジャー産業を開始。
- 2004年12月 - 東京都渋谷区恵比寿に本社を移転。
- 2005年4月 - オメガプロジェクト・ホールディングス株式会社に商号変更。
- 2006年6月 - 株式会社サボテンパークアンドリゾートを連結子会社化。
- 2006年7月 - 東京都千代田区紀尾井町に本社を移転。
- 2007年5月 - 株式会社FLACOCOを完全子会社化。
- 2008年4月 - 東京都千代田区麹町に本社を移転。
- 2008年7月 - 東京都品川区東五反田に本社を移転。
- 2010年6月 - 子会社であったバサラピクチャーズを売却。
- 2010年7月 - 東京都港区南青山に本社を移転。
- 2010年10月 - ソーシャル・エコロジー・プロジェクト株式会社に商号変更。
- 2011年5月 - 子会社であった株式会社ISRサービスセンターを売却。映像音盤事業から撤退。
- 2012年10月 - 株式会社サボテンパークアンドリゾートの会社分割により株式会社伊豆四季の花・海洋公園を設立。
- 2015年7月1日 - 伊豆シャボテンリゾート株式会社に商号変更[1][2]。株式会社サボテンパークアンドリゾートが株式会社伊豆四季の花・海洋公園を吸収合併し、株式会社伊豆シャボテン公園に商号変更。

## 旧事業の実績

### 代表作品
- Lie Lie Lie - 1997年09月 -
- リング - 1998年01月 -
- らせん - 1998年01月 -
- BEAT - 1998年09月 -
- 死国 - 1999年01月 -
- リング2 - 1999年01月 -
- セントラルステーション - 1999年04月 -
- The Ring Virus - 1999年06月 -
- SMOKE SIGNALS - 1999年06月 -
- 千年旅人  - 1999年11月 -
- うずまき - 2000年02月 -
- 発狂する唇  - 2000年02月 -
- オーディション - 2000年03月 -
- アナザヘヴン - 2000年04月 -
  - アナザヘヴン-eclipse- - 2000年04月 -
- エスカフローネ  - 2000年06月 -
- 押切 - 2000年07月 -
- 首吊り気球 - 2000年07月 -
- Hold You Tight - 2000年09月 -
- 機巧奇傳 ヒヲウ戦記  - 2000年10月 -
- ヤンヤン夏の思い出  - 2000年12月 -
- 異邦人たち  - 2001年02月 -
- ファイターズブルース - 2001年05月
- 東京マリーゴールド - 2001年05月 -
- 早乙女タイフーン - 2001年07月 -
- 美脚迷路  - 2001年08月 -
- GO - 2001年10月 -
- 阿貴的家族 - 2001年10月 -
- 殺し屋1 - 2001年12月 -
- 自殺サークル - 2002年03月 -
- ピーピー兄弟 - 2002年03月 -
- ベイベーばあちゃん - 2002年04月 -
- DOG STAR - 2002年04月 -
- 青い春 - 2002年08月 -
- 夜間飛行 - 2002年08月 -
- PLAYBALL - 2002年08月 -
- Piaキャロットへようこそ!! -さやかの恋物語- - 2002年10月 -
- 組葬 - 2002年11月 -
- 理髪店主のかなしみ  - 2002年11月 -
- 星に願いを。  - 2003年04月 -
- 東京原発  - 2004年03月 -
- Movie Box-ing  - 2004年10月 -
- 天上草原  - 2005年03月 -
- ノーパンツ・ガールズ〜Movie Box-ing2〜  - 2005年11月 -
- 狼少女  - 2005年12月 -
- ブレス・レス  - 2006年04月 -
- ダメジン  - 2006年07月 -
- 幻遊伝(Tripping) - 2006年08月 -
- 紀子の食卓- 2006年09月 -
- HAZARD- 2006年11月 -
- 愛のむきだし- 2009年 -

### 関連イベント
- 日中映画祭
- 函館港イルミナシオン映画祭

### その他
- 2001年にはPENICILLIN専用の音楽レーベルOmega A.T. musicを設立したことがある（ただしPENICILLINが在籍したのは2001年のみ）。
- 2005 - 2010年の間、PENICILLINのベーシストであるGISHOが社長を務めていた。なお、GISHOは社長業専念のため、2007年にPENICILLINを脱退している。社長退任後もメンバーには戻っていないが、ステージで共演することは多い。
- 2008 - 2009年の2年間、Jリーグクラブ大分トリニータの背中ユニフォームスポンサーだった。